# Козел (металургія)

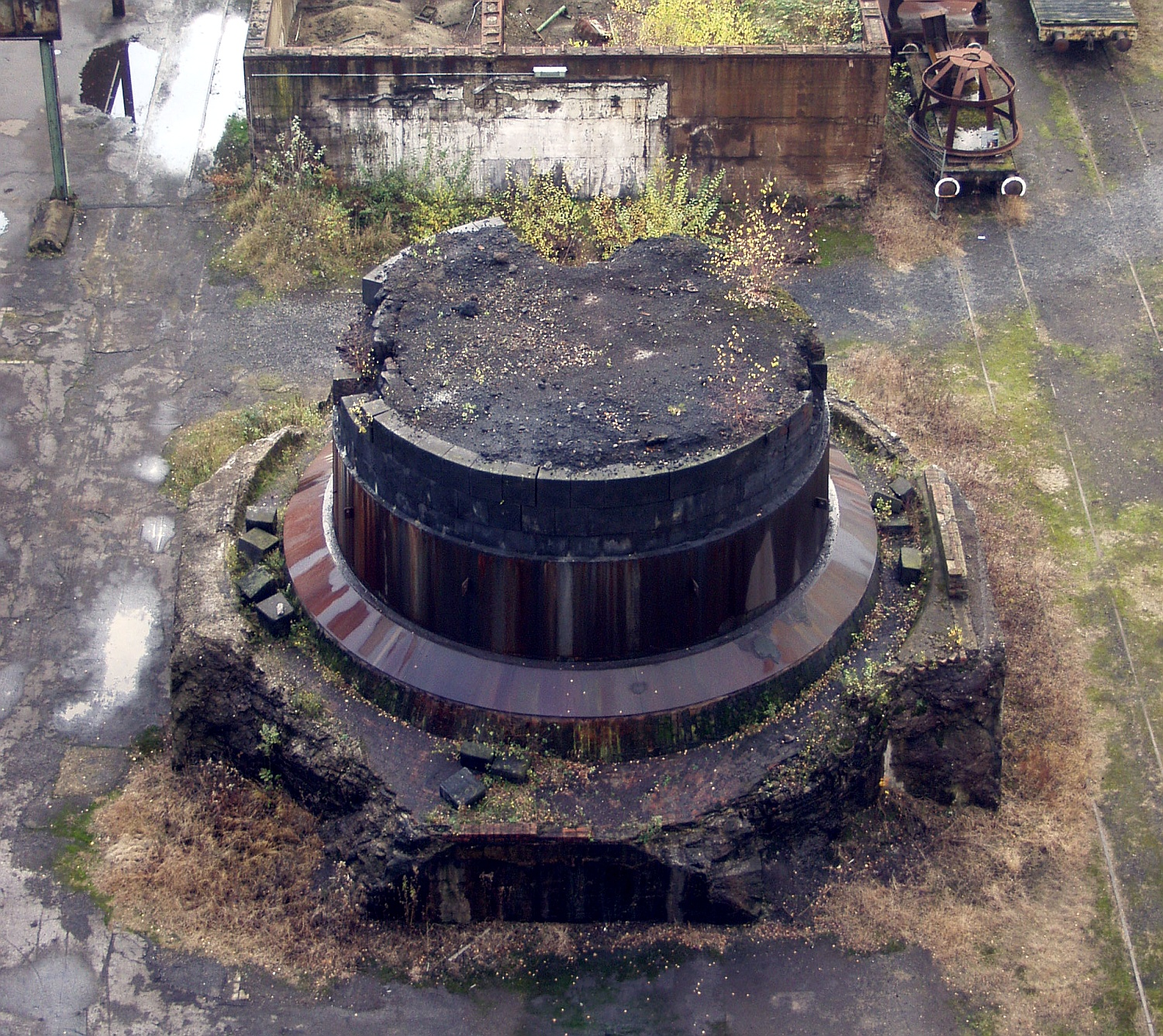
Під доменної печі з козлом. Колишня доменна піч заводу Генрихсхютте в місті Гаттінген (Німеччина). Піч демонтовано і вивезено до Китаю у 1989 році, під печі з невеличким козлом залишено як експонат музею просто неба.

Козе́л (також стигле́ць) — метал, сплав, який застиг й прилип до стінок чи поду печі, стінок ківша й такого іншого. Козлом, або козловим чавуном, називається також рідкий чавун, що накопичується на поду доменної печі нижче осі чавунної льотки і, зазвичай, через спеціальний отвір випускається з печі відразу після видувки її (така операція називається «випуском козла»; якщо його не випустити, він застигне у вигляді багатотонної брили чавуну — козла — демонтаж якої потребуватиме великих витрат). Інколи після видувки випуск козлового чавуну не проводиться.